# ラジオ局ローカルニュースタイトル一覧
ラジオ局ローカルニュースタイトル一覧（ラジオきょくローカルニュースタイトルいちらん）は、全国民放ラジオ局のローカルニュースタイトル一覧である。新聞社（全国紙あるいは地元の地方紙）と提携関係にある番組が多く、その新聞社を冠した「○○新聞ニュース」などといったタイトルで放送されることもある。
- ★＝JRN加盟局において、JNN記者リポート（録音）が放送されることのあるニュース。
- ■＝ラテ兼営局（TV局を関連会社として持つ局も含む）において、テレビのローカルニュースを動画配信している局。
- ●=ラテ兼営局。
- □=テレビ局の子会社・関連会社となっている局（本社社屋がテレビ局と同じ敷地・建物に入っている局もある）。

## AM局
| 地域         | 記号 | 放送局名                    | タイトル             | 協力                       | 備考 |
| ------------ | ---- | --------------------------- | -------------------- | -------------------------- | --- |
| 北海道・東北 | ■●   | HBC 北海道放送              | 道新ニュース         | 北海道新聞                 | 一部時間帯「HBCニュース」 平日日中時間帯では基本的に00分が「道新ニュース」、 30分が「HBCニュース」という構成。 ただしニュース単独ではなく、天気予報や交通情報とセットで放送される。 |
| 北海道・東北 | ■□   | STVラジオ                   | STVニュース          | 読売新聞                   | |
| 北海道・東北 | ■●   | RAB 青森放送                | 東奥日報ニュース     | 東奥日報                   | 平日 13:30頃と土曜 14:00、日曜 16:00は 「RABニュース」、 平日 17:20は「RABニュース&ウエザー」、 18:00は「RABイブニングニュース&ウエザー」。                                         |
| 北海道・東北 | ■●   | IBC岩手放送                 | 岩手日報IBCニュース  | 岩手日報                   | [ 5 ] |
| 北海道・東北 | ■●   | TBC 東北放送                | ★河北新報ニュース    | 河北新報                   | 一部時間帯「TBCニュース」 平日は「TBCニューストゥデイ」 （『tbc Today』（月曜 - 木曜）、 『シロクジTUNE』（金曜）に内包）。                                                         |
| 北海道・東北 | ■●   | ABS 秋田放送                | さきがけニュース     | 秋田魁新報                 | 平日 17:50 - 18:00は「ABSイブニングニュース」。 |
| 北海道・東北 | ■●   | YBC 山形放送                | YBCニュースライナー  | 山形新聞                   | [ 8 ] |
| 北海道・東北 |      | RFC ラジオ福島              | rfcニュース          | 毎日新聞 福島民報          | |
| 関東         | ■□   | TBSラジオ                   | TBSニュース          | 毎日新聞                   | |
| 関東         |      | QR 文化放送                 | 文化放送ニュース     | 産経新聞 共同通信          | |
| 関東         | □    | LF ニッポン放送             | ニッポン放送ニュース | 産経新聞 共同通信          | 一部時間帯「産経新聞ニュース」 |
| 関東         | □    | RFラジオ日本                | ラジオ日本ニュース   | 読売新聞 NNN               | |
| 関東         | □    | CRT 栃木放送                | CRTニュース          | 下野新聞 毎日新聞          | |
| 関東         |      | LuckyFM茨城放送             | LuckyFMニュース      | 共同通信 茨城新聞          | |
| 中部         | ■●   | BSN 新潟放送                | 新潟日報ニュース     | 新潟日報                   | 平日 8:55,9:55,10:55,12:00,14:55,21:55 土曜 7:50,8:55,9:55,12:55,14:55,18:55,20:55 日曜 6:50,7:50,8:55,12:00,12:55,18:55,20:55                                                      |
| 中部         | ■●   | SBC 信越放送                | SBCニュース          | 信濃毎日新聞 朝日新聞      | 平日 9:00,18:00 土曜 14:55,17:00,18:00 日曜 10:00,11:55,16:00,18:00 |
| 中部         | ■●   | YBS 山梨放送                | YBSラジオニュース    | 山梨日日新聞               | 平日 6:50,9:52,12:00,16:54,17:50 土曜 7:55,8:49,12:54,14:55,15:55,16:54,17:54 日曜 7:54,17:54                                                                                       |
| 中部         | ■●   | SBS 静岡放送                | 静岡新聞ニュース     | 静岡新聞                   | 平日 9:56,10:56,11:56,12:55,13:55,14:55, 17:15はニュースタイムライン 土曜 9:55,11:55,12:55,14:55,17:30 日曜 9:55,17:15                                                              |
| 中部         | ■●   | KNB 北日本放送              | KNBニュース          | 北日本新聞                 | 平日12:08,16:40,17:45は「イブニングbox」 土曜 8:15,9:55,17:50は「イブニングbox」 日曜 12:00,17:50は「イブニングbox」                                                                |
| 中部         | ●    | MRO 北陸放送                | MROニュース          | 北國新聞                   | 平日 13:55 ,16:00,17:45 土曜 14:55は「北國新聞ニュース」17:50は「MROニュース」 日曜 12:00,12:55,15:55                                                                               |
| 中部         | ■●   | FBC 福井放送                | FBCニュース          | 朝日新聞 福井新聞 NNN      | 平日 17:15、土曜 8:15,17:50、日曜 12:00,17:55 |
| 中部         | ■□   | CBCラジオ                   | ★中日新聞ニュース    | 中日新聞                   | 平日 6:32・7:03・8:00は「中日新聞ヘッドラインニュース」。 平日・土曜 15:00は「茶の間の新聞」。                                                                                      |
| 中部         | □    | SF 東海ラジオ               | 中日新聞ニュース     | 中日新聞                   | |
| 中部         | ●    | GBS 岐阜放送 〈ぎふチャン〉 | 岐阜新聞ニュース     | 岐阜新聞                   | |
| 近畿         | □●   | MBSラジオ                   | ★MBSニュース         | 毎日新聞                   | |
| 近畿         | ■□   | ABC 朝日放送ラジオ          | ABCニュース          | 朝日新聞 共同通信          | |
| 近畿         |      | OBC ラジオ大阪              | ニュース             | 産経新聞                   | 土曜日のみ放送。 |
| 近畿         |      | CRK ラジオ関西              | ラジオ関西ニュース   | 神戸新聞                   | 一部時間帯「ラジオ関西ヘッドラインニュース」 |
| 近畿         | ●    | KBS 京都放送〈KBS京都〉     | KBS京都ニュース      | 京都新聞 共同通信          | |
| 近畿         |      | WBS 和歌山放送              | 和歌山放送ニュース   | 毎日新聞                   | |
| 中国・四国   | ■●   | RCC 中国放送                | 中国新聞ニュース     | 中国新聞 朝日新聞 毎日新聞 | 一部時間帯「RCCニュース」 |
| 中国・四国   | ■●   | KRY 山口放送                | KRYニュース          | 読売新聞 中国新聞          | 一部時間帯「読売新聞ニュース」、「中国新聞ニュース」 平日 - 土曜 夕方のみ「KRYニュースジャンクション」 「KRYニュースサタデー」。                                                    |
| 中国・四国   | ■●   | BSS 山陰放送                | BSSニュース          | 時事通信                   | |
| 中国・四国   | ■●   | RSK山陽放送                 | RSKラジオニュース    | 共同通信 山陽新聞          | |
| 中国・四国   | ■●   | RNC 西日本放送              | RNCニュース          | 四国新聞                   | 以前のタイトルは 「四国新聞ニュース」・「RNC読売新聞ニュース」 |
| 中国・四国   | ■●   | RNB 南海放送                | 愛媛新聞ニュース     | 愛媛新聞                   | [ 33 ] |
| 中国・四国   | ■●   | RKC 高知放送                | 高知新聞ニュース     | 高知新聞                   | |
| 中国・四国   | ■●   | JRT 四国放送                | 徳島新聞ニュース     | 徳島新聞                   | 平日は「ラジオ大福」・「となりのラジオ」のみ 「JRTスポットニュース」、 夕方は「JRTラジオ夕刊」。                                                                                    |
| 九州・沖縄   | ■●   | RKB毎日放送                 | RKBヘッドライン      | 毎日新聞                   | 一部時間帯「★RKBラジオニュース」 |
| 九州・沖縄   | ■●   | KBC 九州朝日放送            | KBCニュース          | 共同通信                   | |
| 九州・沖縄   | ■●   | NBC 長崎放送 NBCラジオ佐賀  | NBCラジオ50ニュース  | 長崎新聞 朝日新聞 毎日新聞 | 50分以外の時間帯は「NBCニュース」 |
| 九州・沖縄   | ■●   | OBS 大分放送                | OBSニュース          | 大分合同新聞               | |
| 九州・沖縄   | ■●   | RKK 熊本放送                | 熊日ニュース         | 熊本日日新聞               | |
| 九州・沖縄   | ■●   | MRT 宮崎放送                | MRTニュース          | 毎日新聞                   | |
| 九州・沖縄   | ■●   | MBC 南日本放送              | MBC50ニュース        | 南日本新聞                 | 50分以外の時間帯は 「MBCニュース」または「南日本新聞ニュース」 |
| 九州・沖縄   | ■●   | RBC 琉球放送                | RBCニュース          | 沖縄タイムス               | [ 42 ] |
| 九州・沖縄   |      | ROK ラジオ沖縄              | ROKニュース          | 琉球新報                   | [ 43 ] |

## FM局
全国FM放送協議会加盟局では表記が無くてもJFNニュースを放送する場合あり（JFNニュースのタイトル差し替えなど）。
| 地域         | 記号 | 放送局名                | タイトル                                                                                      | 協力                                                                                  | 備考     |
| ------------ | ---- | ----------------------- | --------------------------------------------------------------------------------------------- | ------------------------------------------------------------------------------------- | -------- |
| 北海道・東北 |      | AIR-G'                  | 道新ヘッドラインニュース                                                                      | 北海道新聞                                                                            | [ 44 ]   |
| 北海道・東北 |      | FM NORTH WAVE           | FM North Wave HEADLINE NEWS                                                                   | 北海道新聞 全国紙                                                                     | [ 45 ]   |
| 北海道・東北 |      | AFB                     | エフエム青森ニュース                                                                          | [ 46 ]                                                                                | [ 47 ]   |
| 北海道・東北 | □    | FM IWATE                | FM岩手ニュース                                                                                | 岩手日報 読売新聞 テレビ岩手                                                          |          |
| 北海道・東北 |      | Date fm                 | Date fm NEWS                                                                                  | 河北新報                                                                              |          |
| 北海道・東北 |      | AFM                     | AFMさきがけニュース AFM読売新聞ニュース AFM朝日新聞ニュース                                   | 秋田魁新報 読売新聞 朝日新聞                                                          | [ 49 ]   |
| 北海道・東北 |      | Rhythm Station          | FM山形ニュース                                                                                | 読売新聞 山形新聞                                                                     | [ 51 ]   |
| 北海道・東北 |      | ふくしまFM              | ふくしまFMニュース                                                                            | 読売新聞 福島民友                                                                     |          |
| 関東         |      | TOKYO FM                | TOKYO FM NEWS                                                                                 | 共同通信                                                                              |          |
| 関東         |      | J-WAVE                  | J-WAVE Headline News                                                                          | 共同通信                                                                              |          |
| 関東         | □    | interfm                 | InterFM Headline News                                                                         | JFNニュースをネット受け。 （過去）英語=The Daily YOMIURI （読売新聞） 日本語=共同通信 |          |
| 関東         |      | FM NACK5                | NACK5 NEWS                                                                                    | 読売新聞 共同通信                                                                     |          |
| 関東         |      | FMヨコハマ              | FM yokohama NEWS                                                                              | 神奈川新聞 共同通信                                                                   |          |
| 関東         |      | BAYFM                   | BAYFM Updates                                                                                 | 共同通信                                                                              |          |
| 関東         |      | FM GUNMA                | FM GUNMA NEWS                                                                                 | 読売新聞 上毛新聞                                                                     |          |
| 関東         |      | RADIO BERRY             | RADIO BERRY News                                                                              | 下野新聞 朝日新聞 毎日新聞 読売新聞 日本経済新聞                                      |          |
| 中部         |      | FM-NIIGATA              | FM-NIIGATA NEWS 新潟日報ニュース                                                              | 読売新聞 新潟日報                                                                     |          |
| 中部         |      | FMとやま                | FMとやまニュース                                                                              | 富山新聞                                                                              | [ 54 ]   |
| 中部         |      | HELLO FIVE              | FM石川ニュース                                                                                | 北國新聞 北陸中日新聞 共同通信                                                        | [ 55 ]   |
| 中部         |      | FM FUKUI                | FM福井ニュース                                                                                | 福井新聞 中日新聞 読売新聞 日本経済新聞                                               | [ 56 ]   |
| 中部         |      | FM長野                  | FM長野ニュース                                                                                | 信濃毎日新聞                                                                          |          |
| 中部         |      | FM FUJI                 | NEWS&WEATHER INFORMATION Morning Headline NEWS HEADLINE                                       | 読売新聞 共同通信                                                                     |          |
| 中部         |      | FM AICHI                | FM AICHI HEADLINE NEWS                                                                        | 共同通信                                                                              |          |
| 中部         |      | ZIP-FM                  | ZIP-FM HEADLINE NEWS                                                                          | 共同通信 中日新聞                                                                     |          |
| 中部         |      | FM GIFU                 | 中日新聞ニュース                                                                              | 中日新聞                                                                              | 平日のみ |
| 中部         |      | レディオキューブ FM三重 | レディオキューブ ニュース                                                                     | 中日新聞                                                                              |          |
| 中部         |      | K-mix                   | K-MIX HEADLINE NEWS                                                                           | 中日新聞                                                                              |          |
| 近畿         |      | FM大阪                  | FM OSAKA INFORMATION                                                                          |                                                                                       |          |
| 近畿         |      | FM802                   | FM802 Headline News                                                                           |                                                                                       | [ 60 ]   |
| 近畿         |      | FM COCOLO               | FM COCOLO Headline News                                                                       |                                                                                       | [ 61 ]   |
| 近畿         |      | Kiss FM KOBE            | Kiss Latest News(朝日新聞NEWS)                                                                | 朝日新聞 共同通信                                                                     |          |
| 近畿         |      | α-station               | α-station HEADLINE NEWS                                                                       | 京都新聞 読売新聞                                                                     | [ 63 ]   |
| 近畿         |      | e-radio                 | 京都新聞ニュース（毎日2回放送） 中日新聞ニュース（毎日1回放送） BBCニュース（放送は平日のみ） | 京都新聞 中日新聞 びわ湖放送                                                          |          |
| 中国・四国   |      | HFM                     | 中国新聞ニュース 全国紙ニュース（日替わり）                                                   |                                                                                       |          |
| 中国・四国   |      | FMY                     | JFN NEWS ハイライト                                                                           | [ 67 ]                                                                                |          |
| 中国・四国   |      | V-air                   | 日本海新聞ニュース 山陰中央新報ニュース                                                       | 日本海新聞 山陰中央新報                                                               |          |
| 中国・四国   |      | FM OKAYAMA              | News Time                                                                                     | 山陽新聞                                                                              |          |
| 中国・四国   | □    | FM香川                  | FM香川ニュース                                                                                | 朝日新聞 読売新聞 日本経済新聞 四国新聞                                               | [ 69 ]   |
| 中国・四国   |      | Hi-Six                  | 高知新聞ニュース 全国紙ニュース                                                               | 高知新聞                                                                              |          |
| 中国・四国   |      | FM TOKUSHIMA            | FM徳島ニュース                                                                                | 読売新聞 日本経済新聞 徳島新聞                                                        |          |
| 九州・沖縄   |      | FM FUKUOKA              | FM FUKUOKA Today's Report                                                                     |                                                                                       |          |
| 九州・沖縄   |      | CROSS FM                | CROSS FM HEADLINE NEWS                                                                        |                                                                                       |          |
| 九州・沖縄   |      | LOVE FM                 | LOVE FM Headline News                                                                         |                                                                                       |          |
| 九州・沖縄   |      | FMS                     | 西日本新聞ニュース 佐賀新聞ニュース （午後のみ）                                              | 西日本新聞 佐賀新聞                                                                   |          |
| 九州・沖縄   |      | FM Nagasaki             | ニュース                                                                                      | 西日本新聞 読売新聞                                                                   |          |
| 九州・沖縄   |      | Air-Radio FM88          | Air Radio Headline News                                                                       | 大分合同新聞                                                                          |          |
| 九州・沖縄   |      | FMK                     | FMKニュース                                                                                   | 西日本新聞 熊本日日新聞                                                               |          |
| 九州・沖縄   |      | JOY FM                  | JOY FMニュース&ウェザー                                                                       | 朝日新聞 読売新聞 宮崎日日新聞                                                        |          |
| 九州・沖縄   |      | μFM                     | エフエム鹿児島ニュース                                                                        | [ 73 ]                                                                                |          |
| 九州・沖縄   |      | FM沖縄                  | ニュース                                                                                      |                                                                                       |          |

## 東京発の全国ニュース番組
※単発特番は含まない。

### JRN（TBSラジオ制作）
- Brand-New Morning（月曜 - 金曜 5:30 - 6:30、[75] 関西地区はNRN単独局のOBC経由）
- 話題のアンテナ 日本全国8時です（月曜 - 土曜 8:00 - 8:14放送。月曜 - 金曜はネットワークセールス、土曜版はローカルセールス。CBC・ABCは全曜日CMのみネット。HBC・TBC・SBC・RCC・RKBは土曜版のみ非ネット、RNCは土曜版のみネット、MBSは本編・CM共全曜日非ネット）。
- 蓮見孝之 まとめて!土曜日（8:00 - 8:14までの「日本全国8時です」[76]。2008年10月4日開始、翌2009年10月10日より5:30からの全国パート部はこれまでの7:00迄から6:50迄に短縮）
- ★ネットワークTODAY（月曜 - 金曜 17:30 - 17:45[77]）
- ★ウィークエンドネットワーク（土曜 17:45 - 17:50[78]）
- プロ野球ネットワーク・プロ野球東西南北（夏期のナイター中継カードが無い日に放送。関西では火・水・木ABC経由、金曜MBS経由。民放AMが1局のみの地区では火曜のみ放送[79]。日・地域により各局別自社制作特番に差し替えとなる場合あり）。

### NRN

#### 文化放送制作
- おはよう寺ちゃん ニュース最前線（月曜 - 金曜 6:35 - 6:53）
- ランチタイムニュース（月曜 - 金曜 12:03 - 12:08[80]）
- ニュース・パレード（月曜 - 金曜 17:00 - 17:13[81]）
- 防災の日スペシャル（2018年まで毎年9月1日放送。IBS・CRT・GBS・CRKにもネット。関西地区はOBC経由）
- キニナル（日曜夜放送、全国パートは19:00 - 20:00。夏期版は録音放送による時差ネット、冬期版は生放送による同時ネット[82]。2018年4月1日終了）

#### ニッポン放送制作
- お早うネットワーク（ネット局によって「お早う!ニュースネットワーク」（月曜 - 金曜 7:10 - 7:23）を放送するか、「畑中秀哉の情報宝島」（5分間の事前収録の情報番組）を放送するか、自社制作のコーナーを放送するかの3パターンの放送体系がある。いずれのパターンもCMは共通。関西地区ではMBSで自社制作版を、北海道ではSTVで「お早う!ニュース-」版を放送する他、LuckyFM茨城放送でも「お早う!ニュース-」版をネットするが、HBC[83]・CRT・ABC・OBC・RSKはどの体系とも非ネット。）
- ナイタースペシャルサウンドコレクション（夏期のナイター中継カードが無い日に放送。民放AMが1局のみの地区は水・木・金に放送。関西地区は火・水・木がMBS経由・金曜ABC経由。地域により自社制作特番に差し替えとなる場合あり。さらに18時台はNRNスポーツニュース、19・20時台は音楽主体の編成になる日もあり）。

### JFN
- JFNニュース（主に地方局で放送される定時ニュース。地域によっては自社制作のローカルニュース）
- ONE MORNING（月曜 - 金曜 6:00 - 7:30、8:00 - 8:20、一部地域を除く）

### その他（全国ニュース）
- AM局ではネットワークに属しているCRT・ABCは東京発のJRN・NRN全国ニュース番組を一切ネットしておらず、ラジオニュースを自主制作で放送している。ラジオネットワークに所属していないRFラジオ日本、GBS、CRKも自社制作で放送している。
- FM局のJFLやinterfmのJFN加盟前のMegaNetでは、ニュースを全国ネットしていないため、各加盟局が自主制作で放送している。ネットワークに属していない独立局も同様に自主制作での放送となっている。
- 短波放送局のラジオNIKKEIでは、電波の特性から日本全国のほぼ全てを放送エリアとしているためネットワークは持っていないが、下記の番組で自主制作を行っている。
  - 日経電子版NEWS（協力：日本経済新聞電子版）